# Czeremchów (Szwejków)
Czeremchów  (ukr. Черемхів) – dawna wieś, obecnie wschodnia część wsi Szwejków na Ukrainie, w rejonie czortkowskim należącym do obwodu tarnopolskiego.

## Historia
Dawna wieś. Począwszy od XIX wieku stanowiła odrębna gminę jednostkową w Bezirk Podhajce; od 1867 w powiecie podhajeckim. Następnie została połączona ze Szwejkowem w jedną gmninę.
W II Rzeczypospolitej w powiecie podhajeckim województwa tarnopolskiego, w 1934 roku utworzył gromadę Czeremchów (obejmującą osadę Czeremchów, folwark Czeremchów, osadę Rudki i przysiółek Rudki) w nowej zbiorowej gminie Hołhocze. Po II wojnie światowej w ZSRR.